# Jaani tänav
La rue Saint-Jean (estonien : Jaani tänav) est une rue de Tartu en Estonie.

## Présentation
La rue Saint-Jean est une rue du quartier central Kesklinn portant le nom de l'église Saint-Jean située dans la rue.
La rue commence comme une continuation de la rue Ülikoli tänav à l'intersection des rues Ülikoli tänav et Gildi  tänav à côté du bâtiment principal de l'Université de Tartu. 
La rue continue vers le nord-ouest en croisant la rue Munga tänav, puis la rue Lüübek tänav à droite et la rue Lutsu tänav à gauche, et atteint enfin la rue Lai tänav. 
La rue Saint-Jean mesure 210 mètres de long.

## Lieux et bâtiments
La rue Jaani compte plusieurs bâtiments remarquables sur le plan architectural. 
Au début de la rue se trouvent des bâtiments de style néoclassique, dont les bâtiments du lycée Hugo-Treffner couvrant tout un îlot urbain, l'église Saint-Jean de Tartu de style gothique, le bâtiment principal de l'Université de Tartu de l'époque suédoise, et à la fin la plus ancienne maison en bois de Tartu, la maison d'Upsal.
Le musée du citoyen de Tartu datant du XIXe siècle et la maison de Tampere (et) sont aussi situés dans la rue.

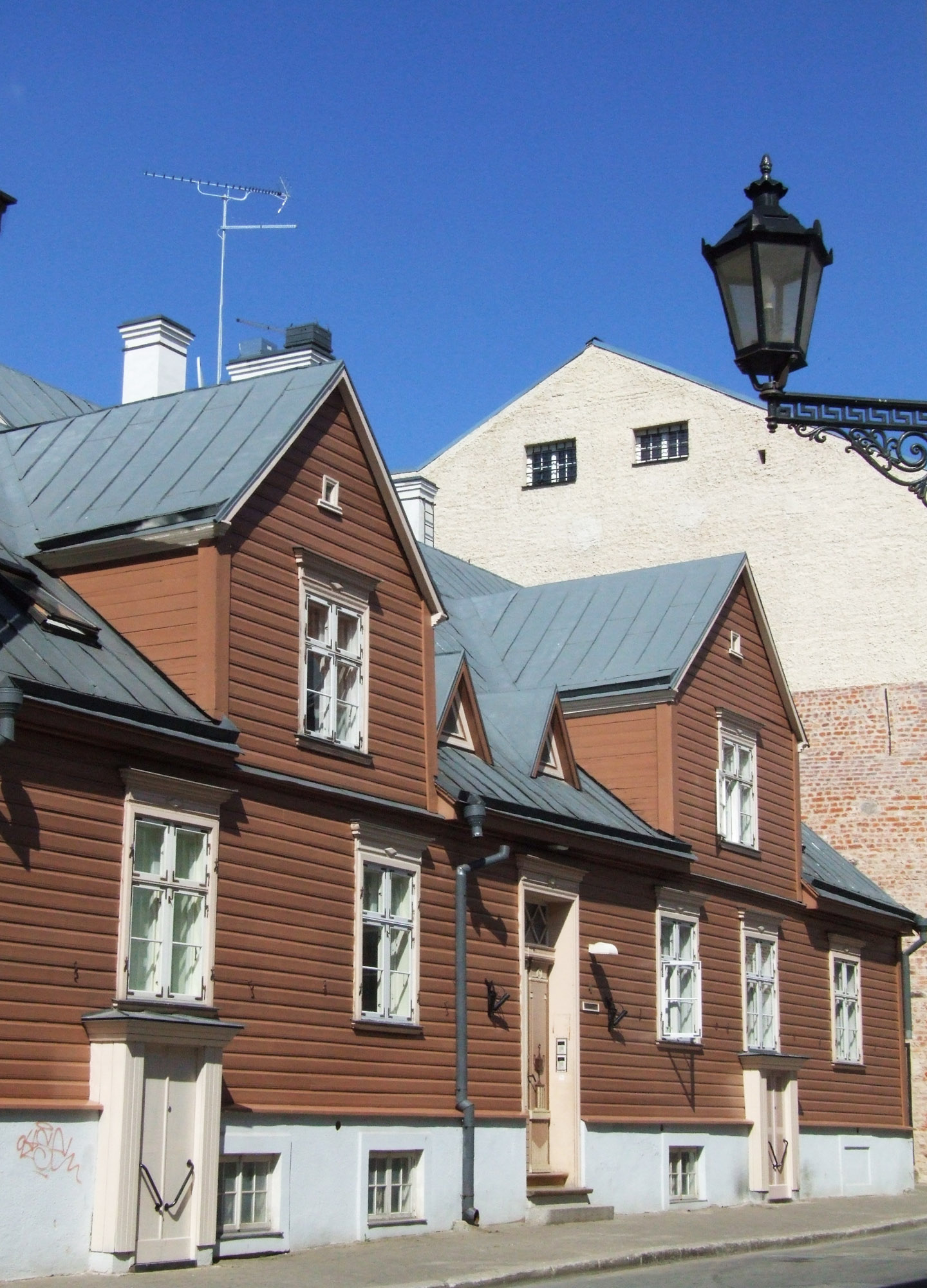
Jaani tn 4, maison de Tampere
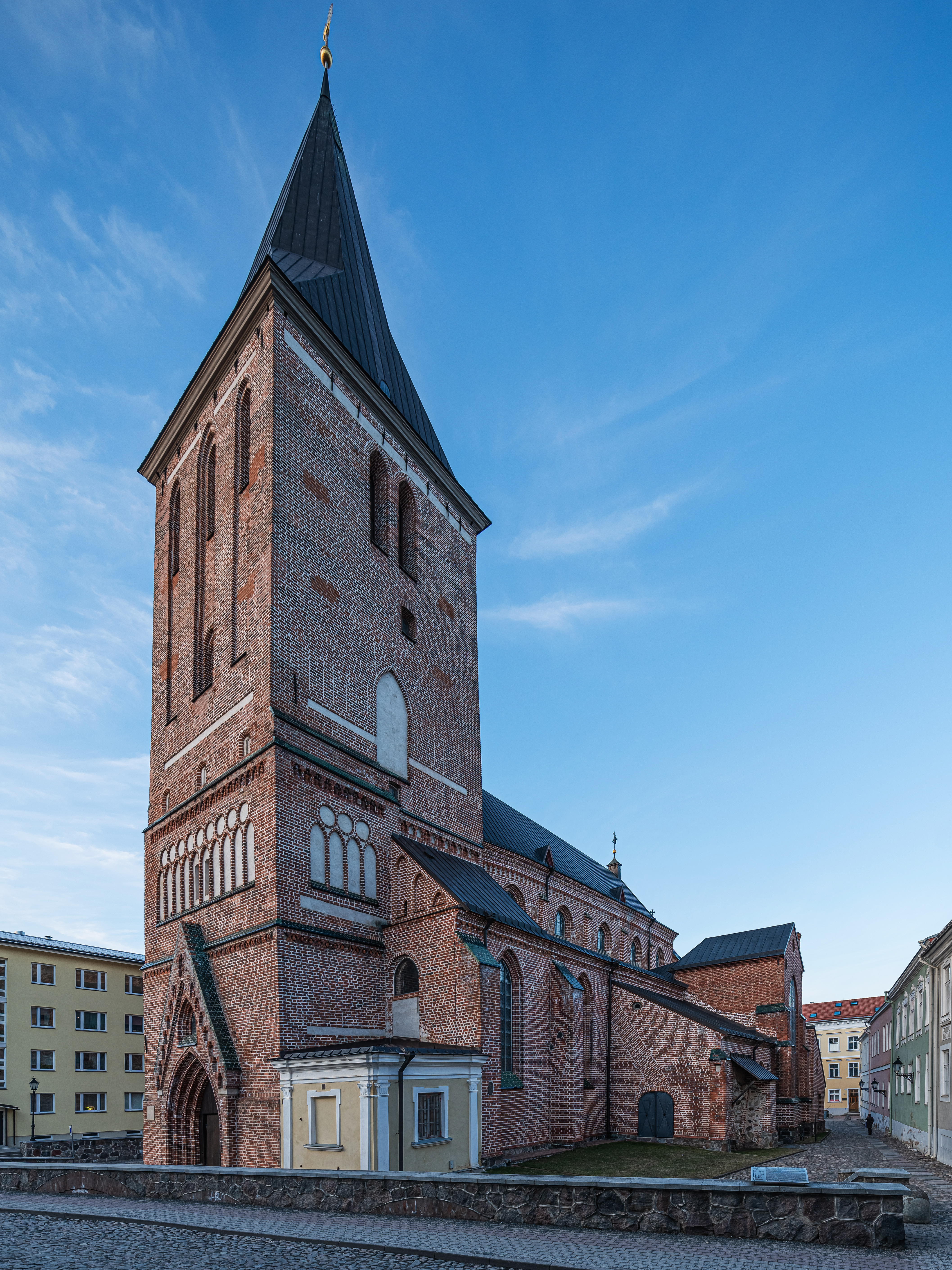
Jaani tn 5, église Saint-Jean de Tartu
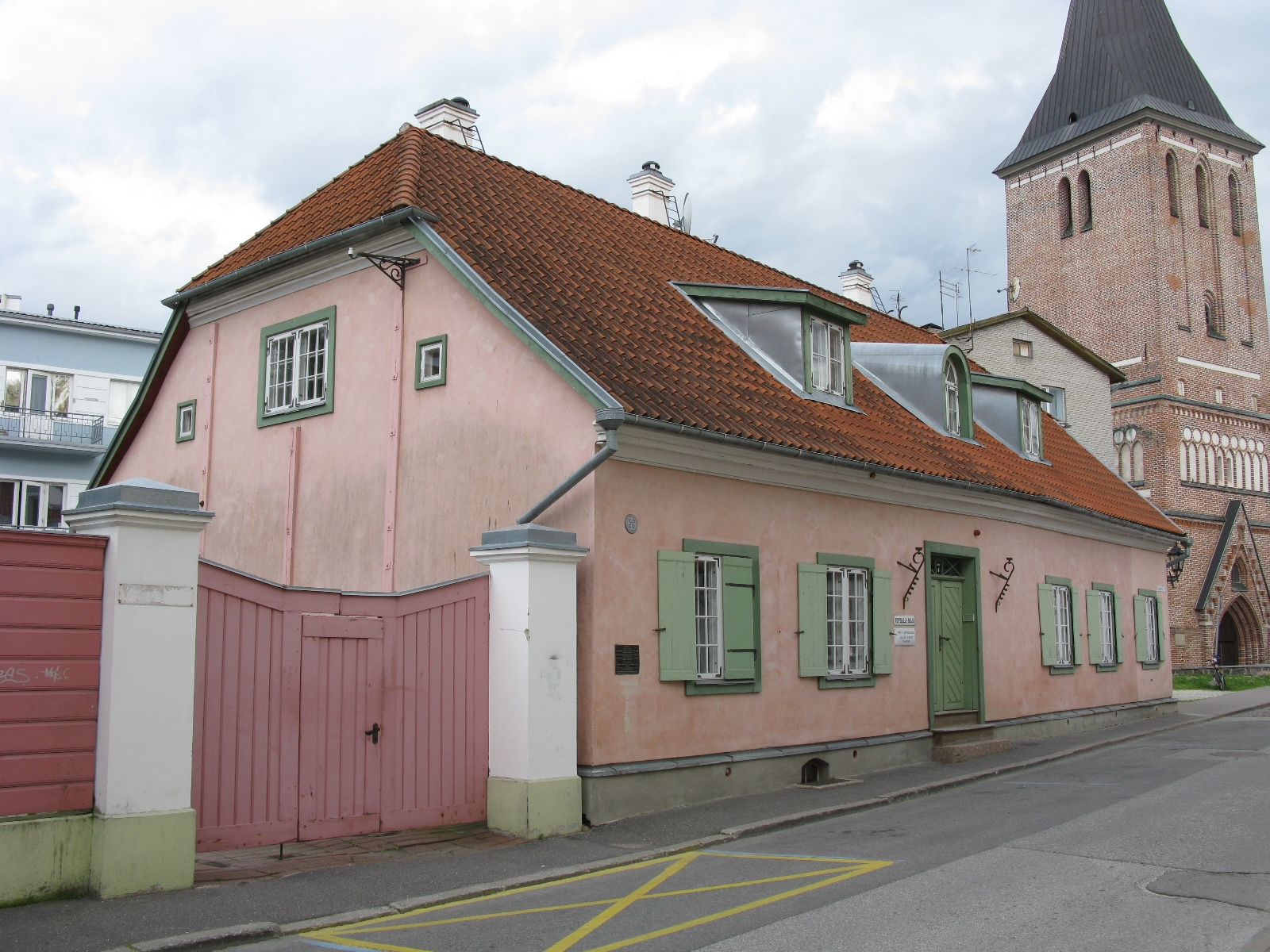
Jaani tn 7, maison d'Upsal
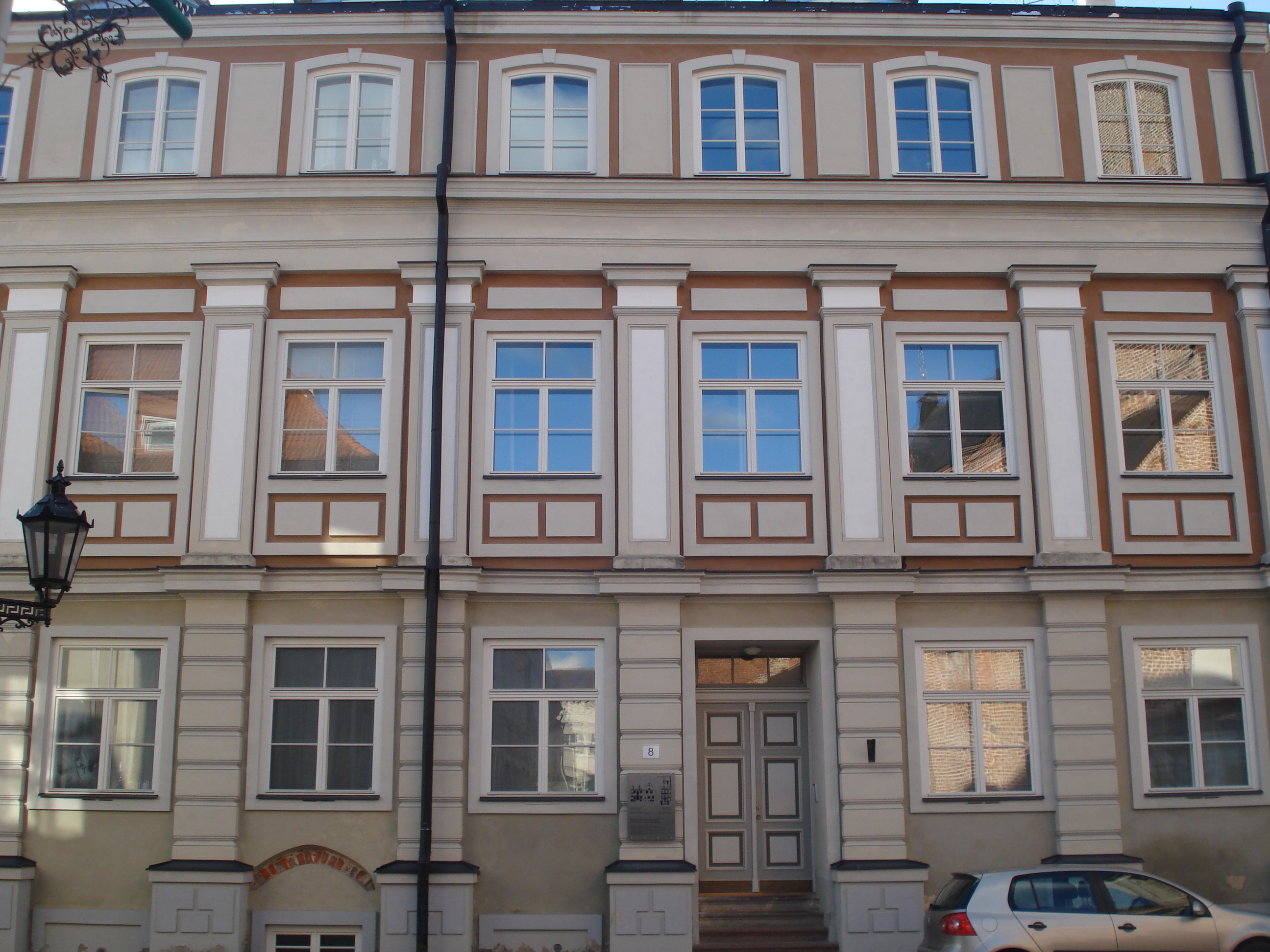
Jaani tn 8, Academia Gustaviana
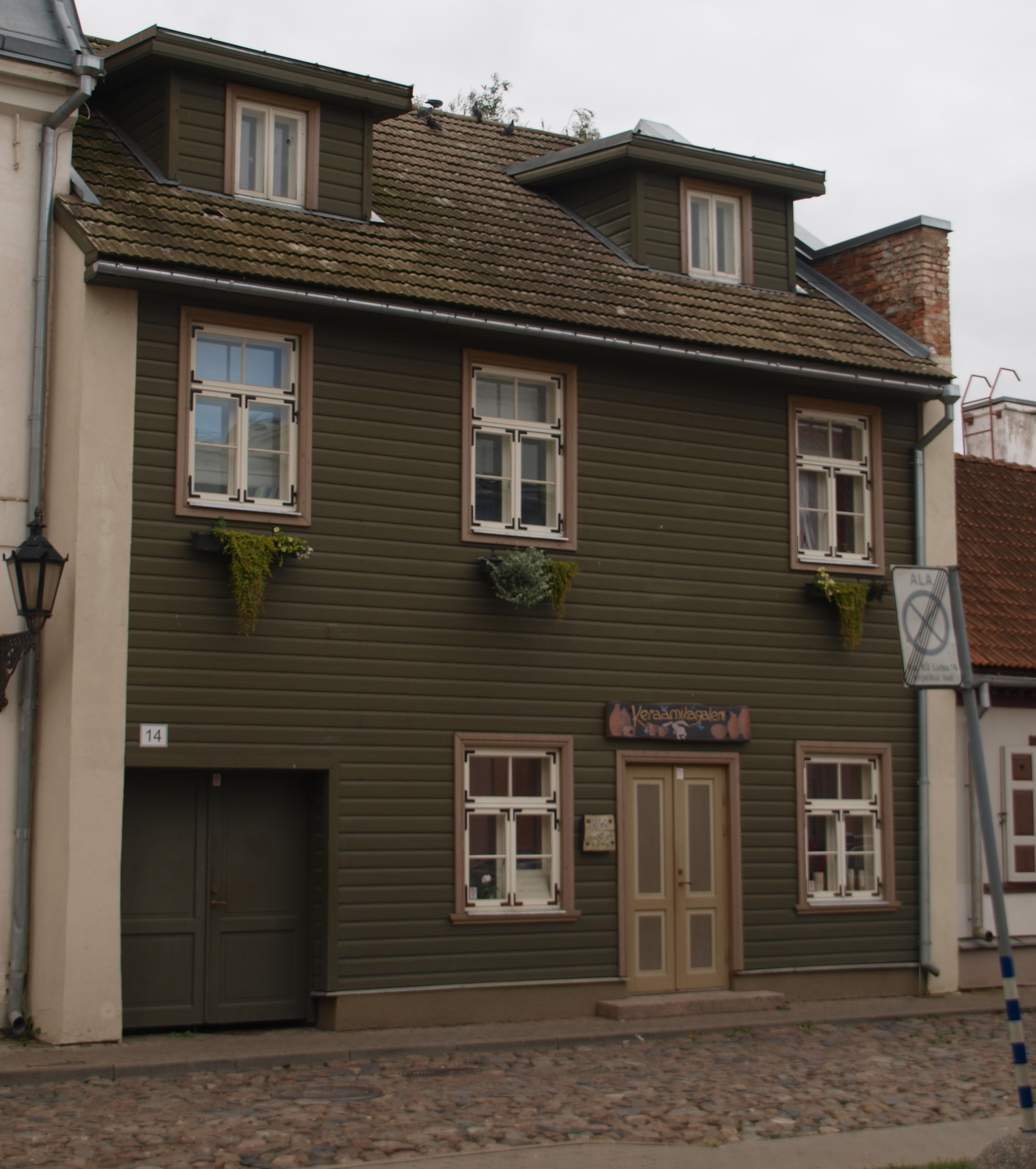
Jaani tn 14
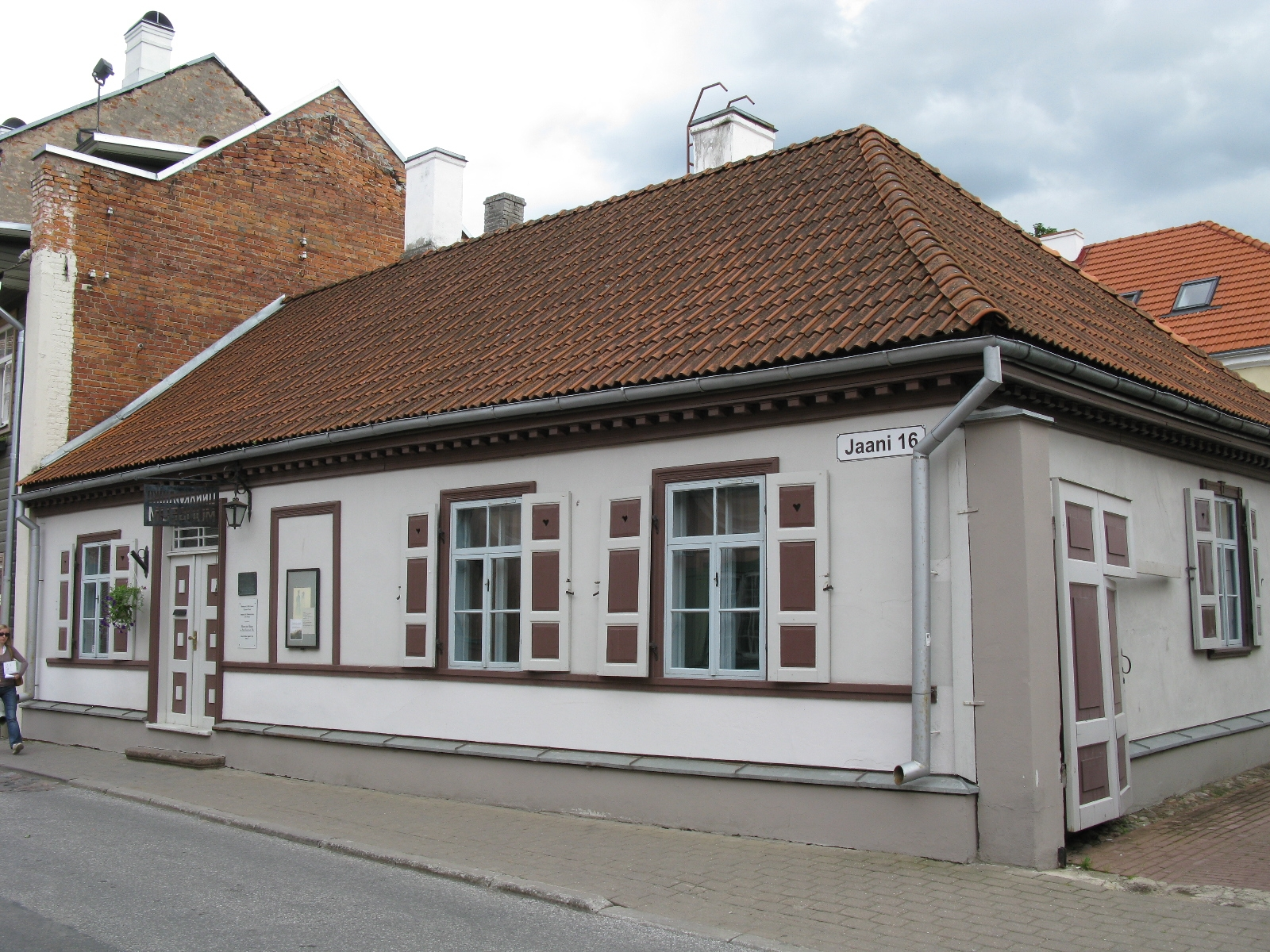
Jaani 16, musée du citoyen
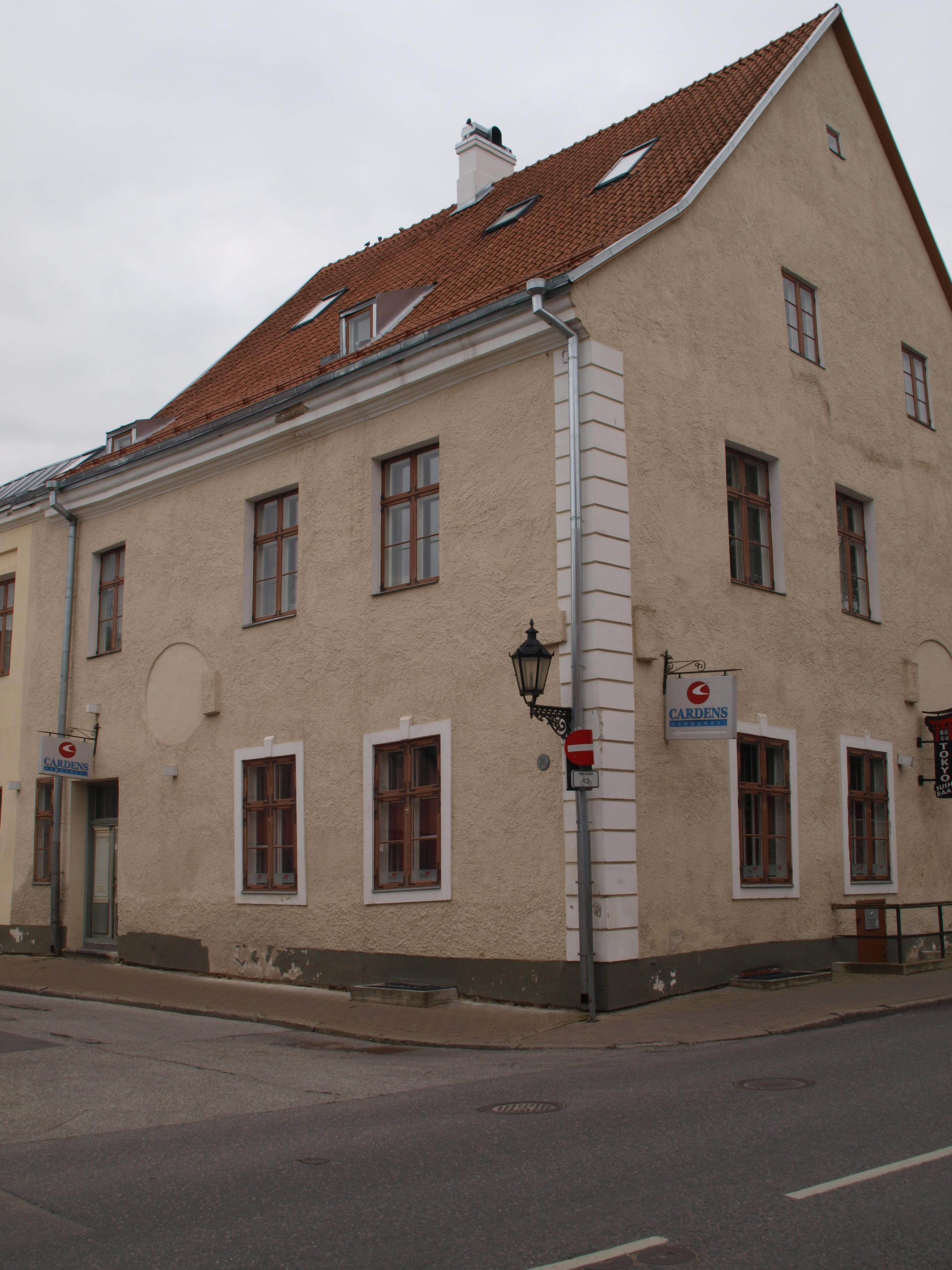
Jaani 20